# Heliococcus tokyoensis
Heliococcus tokyoensis är en insektsart som först beskrevs av Hiroshi Kanda 1959.  Heliococcus tokyoensis ingår i släktet Heliococcus och familjen ullsköldlöss. Inga underarter finns listade i Catalogue of Life.